# Lauro Guerrero Becerra
Lauro Guerrero Becerra (Catacocha, cantón Paltas, 20 de octubre de 1873-Bolognesi, anteriormente Torres Causana o Solano, 28 de julio de 1904) fue un militar y héroe nacional ecuatoriano, sus padres fueron Anselmo Guerrero Córdova y Tomasa Becerra Calderón.
El 16 de junio de 1895, ingresa a las filas del Ejército con el grado de Teniente, fue ascendido hasta llegar en ocho años al grado de Teniente Coronel de Infantería, ascenso que obtuvo arriesgando la vida en el fragor de los combates. Destaca en los campos de batalla de Tenta, Loja y Cajamarca.

## Fallecimiento
Murió  el 28 de julio de 1904 en el combate de Torres Causana o Solano, actualmente denominado por los peruanos como Bolognesi o Cabo Pantoja, en defensa territorial del Ecuador.

## Honores y distinciones
Llevan su nombre:
- Una parroquia del cantón Paltas.[2][3]
- Una calle principal de la parroquia Catacocha, cantón Paltas.[4]
- Un colegio militar, en la ciudad de Loja.[5]
- Una calle principal de la ciudad de Loja.